# Lambeth walk
The Lambeth Walk – piosenka z 1937, która pierwotnie pojawiła się w musicalu Me and My Girl. Słowa napisali Douglas Furber i L. Arthur Rose do muzyki Noela Gaya.
Tytuł utworu pochodzi od londyńskiej ulicy Lambeth Walk, która niegdyś znana była z miejskiego targu i kultury klasy robotniczej dzielnicy Lambeth. Fabuła musicalu Me and My Girl traktuje o pracującym na targowisku chłopcu, który odziedzicza hrabiostwo, ale nieomal traci swą dziewczynę z Lambeth. Dwa lata później – w 1939 – powstał film brytyjskiej produkcji, The Lambeth Walk, w którym wystąpił Lane.

## Wpływ na kulturę
„The Lambeth Walk” trafił na pierwszą stronę brytyjskiej gazety The Times w październiku 1938 – „While dictators rage and statesmen talk, all Europe dances – to The Lambeth Walk.” („Kiedy dyktatorzy się wściekają, a mężowie stanu dyskutują, cała Europa tańczy do Lambeth Walk.”).

### Film
W filmie Najdłuższy dzień z 1962, opowiadającym o inwazji aliantów w Normandii w czerwcu 1944, piosenka „The Lambeth Walk” jest śpiewana przez szwadron majora Johna Howarda, podczas lotu samolotem w trakcie operacji Deadstick.

### Taniec
Od tej piosenki nazwę wziął taniec towarzyski uboższych mieszkańców Londynu, który został spopularyzowany w 1937 przez Lupino Lane’a. Lambeth walk charakteryzuje się żywotnością. Największy rozkwit zanotował w latach 1938–1939. W trakcie tańca wykonuje się od 38 do 44 kroków na minutę.